# San-čching-šan
San-čching-šan (čínsky pchin-jinem Sānqīngshān, znaky 三清山) je taoistická svatá hora v čínské provincii Ťiang-si. Stojí v ťiangsiské prefektuře Šang-žao 40 km severně od centra okresu Jü-šan. San-čching-šan znamená „Tři čisté hory“, název se vztahuje ke třem vrcholům hory – Jü-ťing, Jü-šuej a Jü-chua, které pro taoisty reprezentují trojici stvořitelských bohů. Jü-ťing je z trojice nejvyšší, je 1 817 m vysoký.
Areál hory San-čching má rozlohu 229 km² a status národního parku. Od roku 2008 je součástí Světového dědictví UNESCO. Kvůli obdivovaným scenériím, žulovým pilířům a vrcholkům, lesům a vodopádům, je významným turistickým cílem; je i střediskem biodiverzity, žije zde přes 2 300 druhů rostlin a 400 druhů obratlovců.